# Село-Чура
Село-Чура — село в Кукморском районе Татарстана. Административный центр Село-Чуринского сельского поселения.

## География
Находится в северо-западной части Татарстана на расстоянии приблизительно 25 км на северо-запад по прямой от районного центра города Кукмор.

## История
Известно с 1711 года, упоминалась также как Чура, Троицкое. В 1866 была построена Троицкая церковь. В начале XX века центр волости. Относится к числу населенных пунктов, где проживают кряшены.

## Население
Постоянных жителей было:  в 1782 году - 104 души мужского пола, в 1859 - 454, в 1897 - 740, в 1908 - 796, в 1920 - 877, в 1926 - 768, в 1938 - 757, в 1949 - 632, в 1958 - 555, в 1970 - 615, в 1979 - 625, в 1989 - 564, 600 в 2002 году (кряшены 71%, татары 27%), 239 в 2010.